# Dzwoneczek (film)
Dzwoneczek (ang. Tinker Bell, 2005) – amerykański film animowany ze studia DreamWorks Pictures i Paramount Pictures, opowiadający historię Dzwoneczka, zanim poznała Piotrusia Pana. Po raz pierwszy w filmie Dzwoneczek odzywa się. Polska premiera filmu w kinach 14 kwietnia 2006 i w telewizji był emitowany drugi dzień świąt 26 grudnia 2007 w TVN.

## Fabuła
Dzwoneczek przybywa na magiczną wyspę do Przystani Elfów, gdzie odkrywa swój talent i poznaje nowych przyjaciół. Wspólnie zajmują się naturą - dbają, aby na czas nastała wiosna, a w tym celu zbierają nasiona kwiatów, hodują cebulki, a nawet malują biedronki. Marzeniem Dzwoneczka jest udanie się z innymi wróżkami na stały ląd w celu zmiany zimy w wiosnę - jednak jako wróżka cynka (o talencie do naprawiania i budowania nowych rzeczy) nie może tam polecieć. Dzwoneczek wpada na pomysł, by zamienić swój talent na inny i prosi swe przyjaciółki o pomoc. Wróżka stara się zdobyć nową specjalizację, przy okazji popełniając wiele różnych błędów. Głównymi bohaterkami są:
- Dzwoneczek - wróżka cynka, bohaterka całej opowieści.
- Różyczka - wróżka ogrodowa.
- Mgiełka - wróżka wodna.
- Jelonka - wróżka od zwierząt.
- Iskierka - wróżka świetlna.
- Widia - wróżka szybkolotna.

## Wersja polska
W wersji polskiej wystąpili:
- Natalia Rybicka – Dzwoneczek / Cynka
- Tamara Arciuch – Różyczka
- Kaja Paschalska – Iskierka
- Katarzyna Glinka – Mgiełka
- Maria Niklińska – Jelonka
- Anna Seniuk – Wróżka Duszka
- Marcin Hycnar – Terencjo
- Michał Piela – Klank
- Łukasz Lewandowski – Pompon
- Monika Dryl – Widia
- Katarzyna Żak – królowa Klarion

W pozostałych rolach:
- Elżbieta Kijowska – Minister Zimy
- Agnieszka Kunikowska – Narratorka
- Magdalena Kusa – Wendy
- Anna Sztejner – Minister Lata
- Monika Węgiel
- Joanna Węgrzynowska-Cybińska
- Anna Wodzyńska
- Piotr Deszkiewicz
- Grzegorz Drojewski
- Wojciech Machnicki – Minister Jesieni
- Wojciech Paszkowski – Minister Wiosny

i inni
Piosenki:
- „W krainie wróżek”: Aurelia Luśnia
- „Twój własny świat”: Aurelia Luśnia

Chórek:
- Justyna Bojczuk
- Karolina Jaskółowska
- Natalia Kujawa
- Katarzyna Łaska

Reżyseria: Joanna Węgrzynowska-Cybińska

Dialogi polskie: Joanna Serafińska

Teksty piosenek: Wiesława Sujkowska

Opracowanie wersji polskiej: Sun Studio A/S Oddział w Polsce

Nagranie dialogów: Adam Wardin

Montaż: Jarosław Wójcik

Nagranie i montaż piosenek: Filip Krzemień

Kierownictwo produkcji: Beata Jankowska

Mixing Studio: Shepperton International

Opieka artystyczna: Magdalena Snopek i Mariusz Arno Jaworowski

Lektor tytułu: Agnieszka Kunikowska

## Ścieżka muzyczna[2]
1. „To the Fairies They Draw Near” – Loreena McKennitt
2. „Fly to Your Heart” – Selena Gomez
3. „How to Believe” – Ruby Summer
4. „Let Your Heart Sing” – Katharine McPhee
5. „Be True” – Jonatha Brooke
6. „To the Fairies They Draw Near” – Part II – Loreena McKennitt
7. „Shine” – Tiffany Giardina
8. „Fly With Me” – Kari Kimmel
9. „Wonder of It All” – Scottie Haskell
10. „End Credit Score Suite” – Joel McNeely